# Jurinella milleri
Jurinella milleri là một loài ruồi trong họ Tachinidae.